# Малая Спрынька
Малая Спрынька (укр. Мала Спринька) — село в Ралевской сельской общине Самборского района Львовской области Украины.
Население по переписи Раловского сельского совета по состоянию на 01.01.2021 года составляло 8 человека. Занимает площадь 0,16 км². Почтовый индекс — 81485. Телефонный код — 3236.